# Бебе Бос 2: Семейни работи
„Бебе Бос 2: Семейни работи“ (на английски: The Boss Baby: Family Business) е американска компютърна анимация от 2021 година, базиран на едноименната книга от 2010 г. и продължението The Bossier Baby от 2016 г., написана от Марла Фрази, продуциран от DreamWorks Animation и е разпространен от Universal Pictures. Това е втория филм от филмовата поредица „Бебе Бос“ и продължение на едноименния филм от 2017 г., филмът е режисиран от Том Макграт, по сценарий на Майкъл Макмълърс, озвучаващия състав се състои от Алек Болдуин, Джеймс Марсдън, Ейми Седарис, Ариана Грийнблат, Ева Лонгория, Джими Кимъл, Лиса Кудроу и Джеф Голдблум.
Филмът е театрално пуснат в Съединените щати на 2 юли 2021 г. във традиционните и селекционните формати RealD 3D and Dolby Cinema от Universal Pictures. Филмът също ще бъде пуснат в стрийминг от Peacock от същия ден като в театралното издание за 60 дни.

## Актьорски състав
- Алек Болдуин – Тед Темпелтън младши / Бебе Бос, бивш директор на BabyCorp, брат на Тим, чичо на Тина и Табита, и син на Тед старши и Джанис.
- Джеймс Марсдън – Тим Темпелтън, по-големия брат на Тед, съпруг на Карол, бащата на Тина и Табита и син на Тед старши и Джанис. Марсдън замества Тоби Магуайър и Майлс Бакши от първия филм, които съответно озвучиха младата и възрастната версия.
- Ейми Седарис – Тина Темпелтън / Бебе Бос, сегашен директор на BabyCorp, по-малката дъщеря на Тим и Карол, по-малката сестра на Табита, по-малката племенница на Тед и по-малката внучка на Тед старши и Джанис.
- Ариана Грийнблат – Табита Темпелтън, по-голямата сестра на Тина, интелигентната дъщеря на Тим и Карол, по-голямата племенница на Тед и по-голямата внучка на Тед старши и Джанис. Грийнблат замества Нина Зоуи Бакши от първия филм.
- Ева Лонгория – Карол Темпелтън, съпруга на Тим и майка на Тина и Табита.
- Джими Кимъл – Тед Темпелтън старши, баща на Тед и Тим, и дядо на Тина и Табита.
- Лиса Кудроу – Джанис Темпелтън, майка на Тед и Тим, и баба на Тина и Табита.
- Джеф Голдблум – Д-р Ъруин Армстронг, враг на BabyCorp.